# Meigenia pruinosa
Meigenia pruinosa là một loài ruồi trong họ Tachinidae.